# Château-Renard
Château-Renard és un municipi francès, situat al departament del Loiret i a la regió de Centre – Vall del Loira. L'any 2007 tenia 2.345 habitants.

## Demografia

### Població
El 2007 la població de fet de Château-Renard era de 2.345 persones. Hi havia 1.037 famílies, de les quals 384 eren unipersonals (176 homes vivint sols i 208 dones vivint soles), 355 parelles sense fills, 204 parelles amb fills i 94 famílies monoparentals amb fills.
La població ha evolucionat segons el següent gràfic:
Habitants censats

### Habitatges
El 2007 hi havia 1.319 habitatges, 1.080 eren l'habitatge principal de la família, 127 eren segones residències i 111 estaven desocupats. 1.012 eren cases i 303 eren apartaments. Dels 1.080 habitatges principals, 660 estaven ocupats pels seus propietaris, 395 estaven llogats i ocupats pels llogaters i 26 estaven cedits a títol gratuït; 27 tenien una cambra, 132 en tenien dues, 258 en tenien tres, 308 en tenien quatre i 355 en tenien cinc o més. 657 habitatges disposaven pel capbaix d'una plaça de pàrquing. A 584 habitatges hi havia un automòbil i a 345 n'hi havia dos o més.

### Piràmide de població
La piràmide de població per edats i sexe el 2009 era:
| Homes | Edats   | Dones |
| ----- | ------- | ----- |
| 4     | 95 o +  | 20    |
| 16    | 90 a 94 | 16    |
| 16    | 85 a 89 | 40    |
| 24    | 80 a 84 | 32    |
| 52    | 75 a 79 | 64    |
| 100   | 70 a 74 | 80    |
| 60    | 65 a 69 | 60    |
| 48    | 60 a 64 | 64    |
| 44    | 55 a 59 | 56    |
| 64    | 50 a 54 | 60    |
| 76    | 45 a 49 | 80    |
| 100   | 40 a 44 | 68    |
| 80    | 35 a 39 | 68    |
| 52    | 30 a 34 | 92    |
| 84    | 25 a 29 | 72    |
| 64    | 20 a 24 | 36    |
| 104   | 15 a 19 | 68    |
| 56    | 10 a 14 | 92    |
| 48    | 5 a 9   | 76    |
| 52    | 0 a 4   | 60    |

## Economia
El 2007 la població en edat de treballar era de 1.387 persones, 966 eren actives i 421 eren inactives. De les 966 persones actives 829 estaven ocupades (466 homes i 363 dones) i 136 estaven aturades (65 homes i 71 dones). De les 421 persones inactives 189 estaven jubilades, 99 estaven estudiant i 133 estaven classificades com a «altres inactius».

### Ingressos
El 2009 a Château-Renard hi havia 1.077 unitats fiscals que integraven 2.283 persones, la mediana anual d'ingressos fiscals per persona era de 17.163 €.

### Activitats econòmiques
Dels 157 establiments que hi havia el 2007, 1 era d'una empresa extractiva, 7 d'empreses alimentàries, 1 d'una empresa de fabricació de material elèctric, 15 d'empreses de fabricació d'altres productes industrials, 22 d'empreses de construcció, 40 d'empreses de comerç i reparació d'automòbils, 6 d'empreses de transport, 10 d'empreses d'hostatgeria i restauració, 5 d'empreses financeres, 7 d'empreses immobiliàries, 16 d'empreses de serveis, 18 d'entitats de l'administració pública i 9 d'empreses classificades com a «altres activitats de serveis».
Dels 41 establiments de servei als particulars que hi havia el 2009, 1 era una oficina d'administració d'Hisenda pública, 1 gendarmeria, 1 oficina de correu, 3 oficines bancàries, 1 funerària, 5 tallers de reparació d'automòbils i de material agrícola, 1 autoescola, 4 paletes, 2 guixaires pintors, 4 fusteries, 4 lampisteries, 3 electricistes, 2 perruqueries, 1 veterinari, 5 restaurants, 2 agències immobiliàries i 1 tintoreria.
Dels 13 establiments comercials que hi havia el 2009, 1 era un hipermercat, 1 un supermercat, 1 una botiga de més de 120 m², 2 fleques, 1 una fleca, 1 una peixateria, 1 una botiga d'electrodomèstics, 2 drogueries, 1 un drogueria i 2 floristeries.
L'any 2000 a Château-Renard hi havia 34 explotacions agrícoles que ocupaven un total de 2.037 hectàrees.

## Equipaments sanitaris i escolars
El 2009 hi havia 1 farmàcia i 1 ambulància.
El 2009 hi havia 1 escola maternal i 1 escola elemental. Château-Renard disposava d'un col·legi d'educació secundària amb 396 alumnes.

## Poblacions més properes
El següent diagrama mostra les poblacions més properes.